# Ahmed Best
Ahmed Best (født 19. august 1973) er en amerikansk skuespiller der bl.a. er kendt for sin rolle som Jar Jar Binks i Star Wars-filmene The Phantom Menace, Attack of the Clones og Revenge of the Sith. Han har først og fremmest lagt stemme til figuren, men også via motion capture suppleret til animatorernes arbejde med figurens dynamik og bevægelse.